# Pik Chernenko
Pik Chernenko är en bergstopp i Antarktis. Den ligger i Östantarktis. Norge gör anspråk på området. Toppen på Pik Chernenko är 1 911 meter över havet.
Terrängen runt Pik Chernenko är kuperad åt nordost, men åt sydväst är den platt. Trakten är obefolkad. Det finns inga samhällen i närheten.